# 大峽谷國家公園
大峽谷國家公園（英語：Grand Canyon National Park）是位於美國西南部的國家公園，在1979年被列为世界自然遺產，以深達1500公尺，由科羅拉多河耗費萬年所切割出來的科羅拉多大峽谷景觀聞名於世。位於美國亞利桑那州的西北角。整個大峽谷走向為東西向，總長有454公里，寬度從最窄的6公里到25公里。將大峽谷分為南緣跟北緣。整個國家公園總面積為1,217,403畝。在地形上是高原地形，該地的高原稱為凱巴布高原（Kaibab）。
大峽谷國家公園是1908年美國總統羅斯福所提倡與規劃的，初時只叫做國家紀念公園，在1911年劃立了國家保護區。
1919年的2月26日，经过美國國會的法案通過，正式將大峽谷最深、景色最壯麗的一段，約有170公里長度的區域，成立了大峽谷國家公園，並建立起步道系統、生態與地質學的教育研究系統。
目前大峽谷國家公園是全美最受歡迎的國家公園之一，據統計，每年的参观人次有400多萬。

## 參觀指南
大峡谷国家公园分南北两部分，南缘一年四季开放，有许多游客服务；北缘海拔比南缘稍为高一点，冬季下雪较厚，因此只有夏季开放，自然环境也保持相對原始，没有任何公共交通可抵达。大部分人参观大峡谷都只去了它的南缘。
大峽谷南缘距離內華達州的拉斯維加斯及亞利桑那州的鳳凰城車程約5小時。此外，大峡谷南缘还有火车站和小型飞机场，可以乘观光火车（大峽谷鐵路）或驾驶私人小飞机抵达。无论那一种交通工具都只能带你到大峡谷的边缘，只有步行小径才可以通往峡谷底下。由于峡谷非常深，站在峡谷边缘只有少数几处地方能窥见峡谷底的科罗拉多河。要是从一缘走下峡谷，再从另一缘走上来，至少需要一星期时间，把食物、水、帐篷、睡袋等都背下去，沿途在野地露营。由于上来时比下去时要辛苦多了，因此若1/3的水喝完了，或1/3的食物吃完了，或1/3的体力用完了，就该往回走了。峡谷底有许多瀑布、激流、沙滩、小型峡谷等，非有充沛体力走下去无法享受。
即使你没有体力或时间走下峡谷底，也可以沿着峡谷边缘走一小段的远足径。大峡谷南缘有穿梭巴士，夏天旺季时最靠裏的一段路会被划分出来只允许穿梭巴士行走。这条线上最后一站的景点跟先前的都不一样，它让你毫无阻碍地俯视科罗拉多河澎湃汹涌的景象。大峡谷南缘还有数个游客中心和小型博物馆，介绍大峡谷的地质、地貌、生态、化石、人文历史等，很值得参观。
大峡谷北缘临近犹他州的地方还有两个国家公园：錫安國家公園（Zion National Park）及布莱斯峡谷国家公园（Bryce Canyon National Park），所以一般参观大峡谷北缘时会顺路参观它们。这几个公园都位于科罗拉多高原的边缘：大峡谷最底层的岩石是地球上最古老的岩石；大峡谷最上层的岩石是錫安峽谷最底层的岩石；錫安峽谷最上层的岩石是布萊斯峽谷最底层的岩石；布莱斯峡谷最上层的岩石是地球上最年轻的岩石。因此若能参观这三个国家公园，则能对地球的地质时代作一整体的认识。

## 大峽谷國家公園所面臨的問題

### 水流問題
科羅拉多河在大峽谷的上游和下游均被建造水壩攔截，影響了正常的水流。上游是格倫峽谷水壩，形成鮑威爾湖；下游是胡佛水壩，形成米德湖，主要供水給位於荒漠中的拉斯維加斯。這些水壩不僅限制了各種魚和其他生物的活動，更重要的是它攔截了所有大洪水。大峽谷的許多地形過去都是由這些大洪水所塑造出來的，如今水流變慢變少了，許多地形就被改觀了，直接影響到大峽谷的生態環境。比方說，因為缺乏由大洪水所帶來的大量泥沙，大峽谷底部的許多沙灘都在消失當中。近年來，科學家們開始在格倫峽谷水壩作有限度的實驗性的排洪，對恢復大峽谷的原始地貌有很大的幫助。

### 空氣污染問題
大峽谷周圍大城市所產生的空氣污染直接影響著大峽谷的景觀：因為視野開闊，峽谷兩岸又有一定距離，所以空氣污染問題常常像是被放大了似的在此特別明顯。空氣品質好的時候，峽谷對岸清晰可見；空氣污染嚴重的時候，峽谷對岸像是被笼罩在一層霧中。這個問題不好解決，因為國家公園管理局無權過問各大城市的空氣污染排放量，各大城市也不對甚麼「世界遺產」的空氣品質負責。大峽谷只好一廂情願地期盼著各大城市嚴格限制並大副降低其空氣污染排放量，聽命於當時的風向、風速等自然條件了。

### 生態系統問題
自從西方人發現大峽谷以來，大峽谷的物理環境已被改變了許多，如前兩段所說的水流問題和空氣污染問題，這些改變都直接影響到大峽谷的生態環境。人類的活動又迅速地引進了許多外地的生物，它們與當地原有生物激烈競爭。這一切都破壞了大峽谷的生態系統平衡。

## 姊妹公园
- 河南云台山

## 图片

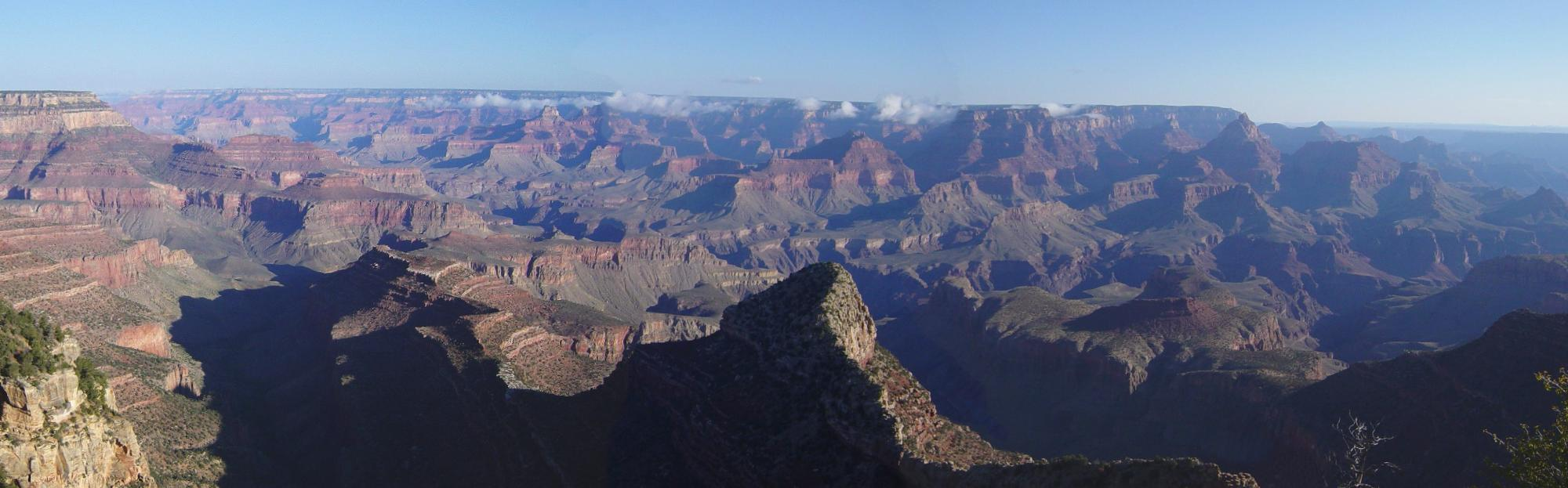
站在大峽谷國家公園南缘的最高點Grandview Point
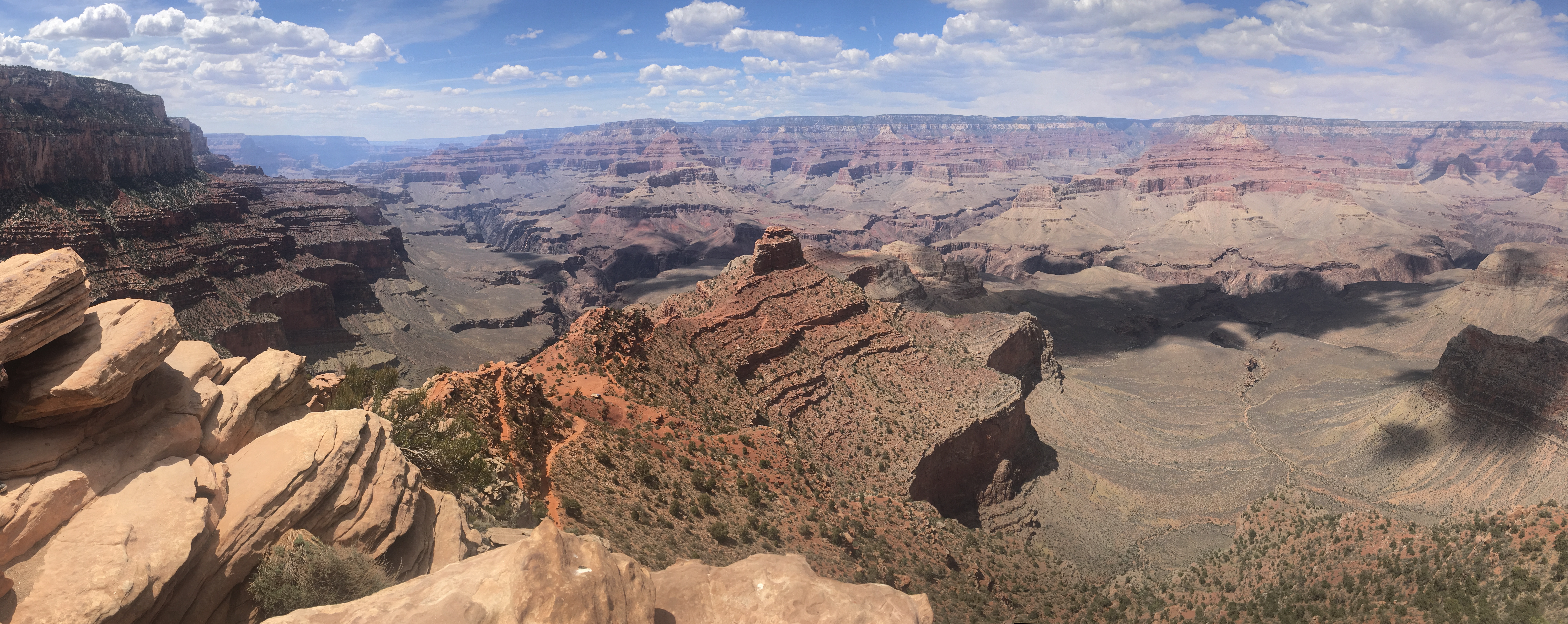
站在南凯巴布步道的“噢啊点”（Ooh Aah Point），望向北方。

## 參看書籍
- ，《穿越大峽谷》，大地出版社，1985年。ISBN 6694602383